# Rodzina Corleone
Rodzina Corleone – fikcyjna rodzina mafijna z powieści Mario Puzo Ojciec chrzestny. Zostaje założona przez Vito Corleone (urodzonego jako Vito Andolini), pochodzącego z Corleone na Sycylii. Po przyjeździe do USA nazwisko Vita zostaje zmienione w urzędzie imigracyjnym na wyspie Ellis.
Początkowo nazwisko Corleone wymawiane było po włosku Kor-li-o-nej (ang. Cor-le-o-nay), ale w roku 1955 zmieniono je na Kor-lii-ołn (ang. Cor-lee-own), wymawiane bardziej po amerykańsku.

## Członkowie rodziny
- Vito Corleone – ojciec; don; grany przez Marlona Brando i Roberta De Niro
- Carmella Corleone – matka; grana przez Morganę King
- Santino „Sonny” Corleone – najstarszy syn; grany przez Jamesa Caana
- Frederico „Fredo” Corleone – średni syn; grany przez Johna Cazale
- Michael Corleone – najmłodszy syn; don; grany przez Ala Pacino
- Constanzia „Connie” Corleone-Rizzi – córka; grana przez Talię Shire
- Tom Hagen – przybrany syn; don; consigliere Vita i Michaela; grany przez Roberta Duvalla
- Vincent „Vinnie” Mancini-Corleone – nieślubny syn Sonny’ego Corleone; don; grany przez Andy Garcię
- Kay Adams – żona Michaela Corleone; grana przez Diane Keaton
- Mary Corleone – córka Michaela Corleone; grana przez Sofię Coppolę (Ojciec chrzestny III)
- Anthony Corleone – syn Michaela Corleone; grany przez Franca D’Ambrosio (Ojciec chrzestny III)
- Andrew Hagen – syn Toma Hagena, grany przez Johna Savage’a (Ojciec chrzestny III)
- Johnny Fontane – chrześniak Vita Corleone; grany przez Ala Martino
- Nino Valenti – chrześniak Vita Corleone, przyjaciel Johnny’ego
- Carlo Rizzi – mąż Constanzii „Connie” Corleone-Rizzi; grany przez Gianni Russo
- Lucy Mancini – kochanka Santina
- Jules Segal – mąż Lucy

### Donowie
- Vito Corleone – 1931-1954
- Santino Corleone – tymczasowo, około 1948
- Michael Corleone – 1954-1980
- Tom Hagen – tymczasowo około 1958-1959
- Vincent Mancini-Corleone – od 1980

### Caporegime
- Peter Clemenza
- Salvatore Tessio
- Rocco Lampone
- Al Neri
- Frank Pentangeli
- Nick Geraci
- Richie Nobilio
- Eddie Paradise